# 北公次ロマン詩集より 青春
『北公次ロマン詩集より 青春』（きたこうじロマンししゅうより せいしゅん）は、1973年3月21日に発売された、フォーリーブス初のアルバムである。

## 概要
- オーダーメイドファクトリーにてオリジナルアルバム『ヒット!ヒット!ヒット! フォーリーブス・ゴールデン・ショー』と合わせて1枚に収まった両A面アルバムとしてCD化。

## 曲目
全作詞：北公次
- A面

1. 青春
作曲：小林亜星/編曲：ボブ佐久間
2. 悲しい青春をあなたに - 北公次
作曲：鈴木邦彦/編曲：服部克久
3. 純白の愛
作曲：小林亜星/編曲：ボブ佐久間
4. 片思い
作曲：小林亜星/編曲：ボブ佐久間
5. 太陽を愛した少年の死
作曲：鈴木邦彦/編曲：服部克久

- B面

1. 白い砂浜のメルヘン
作曲：小林亜星/編曲：ボブ佐久間
2. 海
作曲：鈴木邦彦/編曲：服部克久/作品コード:010-3084-1
3. 夏の日は遠い思い出
作曲：小林亜星/編曲：ボブ佐久間
4. 消えた愛
作曲：鈴木邦彦/編曲：服部克久
5. 海のような君
作曲：鈴木邦彦/編曲：服部克久/作品コード:010-3086-8

### ヒット!ヒット!ヒット!+青春
1. 壁のむこうに（ライブ）～雨のつぶやき
2. オリビアの調べ（ライブ）
3. 涙のオルフェ（ライブ）
4. 淋しさはどこから（ライブ）
5. 裸の少年（ライブ）
6. 緑の河
7. 太陽のマドリガル
8. ひとりぼっちになった時
9. ひとつ隣りのうしろへ3つ
10. 試験はいやだ
11. はじめてなんだ
12. 君がいるから
13. 誓いのフーガ
14. 思い出を胸に
15. 壁のむこうに
16. 青春
17. 悲しい青春をあなたに
18. 純白の愛
19. 片思い
20. 太陽を愛した少年の死
21. 白い砂浜のメルヘン
22. 海
23. 夏の日は遠い思い出
24. 消えた愛
25. 海のような君